# Nathalie Richard
Nathalie Huguette Natacha Richard, född 6 januari 1963 i Paris, är en fransk skådespelerska.

## Roller i urval
- 1983 – Svarta fåglar
- 1995 – Haut bas fragile
- 1995 – Lumière et Compagnie
- 1996 – Irma Vep
- 1998 – Mellan två höstar
- 2003 – Skilsmässa på franska
- 2005 – Dolt hot
- 2010 – Never Let Me Go
- 2013 – Isabelle
- 2013 – Violette
- 2017 – Jeune femme
- 2022 – Irma Vep (TV-serie) (1 avsnitt)
- 2023 – Animal Kingdom